# Chillaa (álbum de Robin)
Chillaa es el segundo álbum de estudio del cantante finlandés Robin Packalen, lanzado el 5 de octubre de 2012. El disco incluye de 10 canciones es su versión estándar, 15 en su versión deluxe en la que se incluyen varias versiones acústicas y remixes de las canciones de la edición estándar y 11 en su versión especial en la plataforma de streaming Spotify, en la que incluye una versión en acústico de la canción "Frontside Ollie", el primer sencillo de su primer álbum Koodi.
El primer sencillo "Puuttuva palanen (La pieza que falta)" fue lanzado el 12 de septiembre de 2012, en el que contó con la colaboración del rapero Brädi. En el lanzamiento del álbum, consiguió ascender hasta lo más alto de la lista de ventas finlandesa llegando a vender más de 83 000 copias y consiguiendo un cuádruple disco de platino. El segundo sencillo, "Luupilla mun korvissa (Como un bucle en mis oídos)", fue lanzado el 9 de noviembre de 2012 y el tercer y último sencillo de Chillaa, "Haluan sun palaavan (Quiero que vuelvas)" fue publicado el 1 de marzo de 2013.

## Listado de canciones
- Edición estándar

| Chillaa - Edición estándar |                                |          |  |
| N.º                        | Título                         | Duración |  |
| 1.                         | «Chillaillaan»                 | 3:28     |  |
| 2.                         | «Puuttuva Palanen (con Brädi)» | 3:17     |  |
| 3.                         | «Luupilla Mun Korvissa»        | 3:09     |  |
| 4.                         | «Biologiaa»                    | 3:46     |  |
| 5.                         | «Biisi Ystäville»              | 3:16     |  |
| 6.                         | «Kaunis Luonnostaan»           | 3:03     |  |
| 7.                         | «Paniikkiin»                   | 3:11     |  |
| 8.                         | «Häröilemään»                  | 3:17     |  |
| 9.                         | «Sisko»                        | 3:12     |  |
| 10.                        | «Haluan Sun Palaavan»          | 3:54     |  |
| 33:40                      |                                |          |  |

- Edición Spotify

| Chillaa (Spotify Version) |                               |          |  |
| N.º                       | Título                        | Duración |  |
| 11.                       | «Frontside Ollie - Akustinen» | 3:18     |  |
| 36:58                     |                               |          |  |

- Edición Deluxe

| Chillaa - Edición deluxe |                                                          |          |  |
| N.º                      | Título                                                   | Duración |  |
| 5.                       | «Puuttuva palanen – akustinen»                           | 3:27     |  |
| 6.                       | «Luupilla mun korvissa – akustinen»                      | 3:12     |  |
| 7.                       | «Puuttuva palanen – Wildzide remix»                      | 3:53     |  |
| 8.                       | «Chillaillaan – Sillyhatz remix»                         | 3:07     |  |
| 9.                       | «Luupilla mun korvissa - DJ Dosse Epic Slowjam FM remix» | 3:12     |  |
| 10.                      | «Kun nuoruus päättyy - Special Bonus - (con The Rasmus)» | 2:58     |  |
| 52:49                    |                                                          |          |  |

## Posicionamiento en las listas
| País      | Lista                | Mejor posición |      |
| 2014      | 2014                 | 2014           | 2014 |
| --------- | -------------------- | -------------- | ---- |
| Finlandia | Finnish Top 40 Album | 1              |      |